# سیارک ۲۲۴۰۳
سیارک ۲۲۴۰۳ (به انگلیسی: 22403 Manjitludher، نامگذاری:1995LK) بیست و دو هزار و چهارصد و سومین سیارک کشف شده‌است که در ۵ ژوئن ۱۹۹۵ کشف شد.